# Goffredo di Beaulieu
Goffredo di Beaulieu (Évreux, ... – tra il 1274 e il 1275) è stato un religioso e biografo francese frate dell'ordine domenicano.
Goffredo è noto per essere stato per un ventennio elemosiniere e confessore del re di Francia Luigi IX il Santo. Accompagnò il re nelle sue due crociate, conosciute come la settima e l'ottava, rispettivamente in Egitto e a Tunisi. Pochi anni prima della sua morte, su ordine del papa Gregorio X, scrisse una biografia di re Luigi, intitolata "Vita et sancta conversatio piae memoriae Ludovici IX", che risultò preziosa durante il processo di canonizzazione del sovrano francese.